# The Geisha
The Geisha er en amerikansk stumfilm fra 1914 af Raymond B. West.

## Medvirkende
- Sessue Hayakawa som Takura.
- Tsuru Aoki som Myo.
- Frank Borzage som John Carver.
- Ramona Radcliffe som Cecilia Ridgeway.
- Herbert Standing som Ridgeway